# Frigyes Riedl
Frigyes Riedl (12. září 1856 Ladomer – 7. srpna 1921 Budapešť) byl významný maďarský literární vědec, esejista a kritik, první významná postava moderního maďarského literárního dějepisectví. Jeho nejznámějším dílem je monografie o Jánosi Aranyovi, jednom z nejvýznamnějších maďarských básníků 19. století. Syn Mansveta Riedla.